# Porter (Familienname)
Porter ist ein ursprünglich berufsbezogener englischer Familienname mit der Bedeutung „Türhüter“.

## Namensträger

### A
- Adina Porter (* 1971), US-amerikanische Schauspielerin
- Albert G. Porter (1824–1897), US-amerikanischer Politiker
- Alexander Porter (Politiker) (1785–1844), irisch-amerikanischer Politiker
- Alexander Porter (Radsportler) (* 1996), australischer Radsportler
- Alisan Porter (* 1981), US-amerikanische Schauspielerin
- Allan Porter (1934–2022), Schweizer Fotograf
- Andrew Porter (General) (1820–1872), US-amerikanischer Bürgerkriegsgeneral
- Andrew Porter (Musikkritiker) (1928–2015), britischer Musikkritiker und -wissenschaftler
- Andrew Porter (Historiker) (Andrew Neil Porter; 1945–2021), britischer Historiker
- Andrew Porter (Rugbyspieler) (* 1996), irischer Rugbyspieler
- Andrew C. Porter (* 1942), US-amerikanischer Pädagoge und Psychologe
- Andrew I. Porter (* 1946), US-amerikanischer Science-Fiction-Herausgeber und -Verleger
- Andrew J. Porter (* 1972), US-amerikanischer Schriftsteller
- Andy Porter (Fußballspieler, 1937) (Andrew Porter; 1937–2021), schottischer Fußballspieler
- Andy Porter (Fußballspieler, 1968) (Andrew Michael Porter; * 1968), englischer Fußballspieler
- Anna Maria Porter (1778–1832),  britische Dichterin und Romanautorin
- Anthony Porter (1955–2021), US-amerikanischer Todeskandidat
- Art Porter senior (Arthur Lee Porter Sr.; 1934–1993), US-amerikanischer Musiker
- Art Porter junior (Arthur Lee Porter Jr.; 1961–1996), US-amerikanischer Musiker
- Arthur Porter (Ingenieur) (1910–2010), britisch-kanadischer Ingenieur und Informatiker
- Arthur Porter (Mediziner) (1956–2015), kanadischer Mediziner
- Arthur Gould-Porter (1905–1987), britisch-US-amerikanischer Schauspieler
- Arthur Kingsley Porter (1883–1933), US-amerikanischer Kunsthistoriker
- Augustus Seymour Porter (1798–1872), US-amerikanischer Politiker

### B
- Benjamin Curtis Porter (1843–1908), US-amerikanischer Maler
- Bern Porter (1911–2004), US-amerikanischer Physiker, Verleger und Schriftsteller
- Bertha Porter (1852–1941), britische Ägyptologin und Bibliografin
- Bill Porter (1931–2010), US-amerikanischer Toningenieur
- Billy Porter (* 1969), US-amerikanischer Schauspieler, Sänger und Komponist
- Bob Porter (1940–2021), US-amerikanischer Jazz-Produzent
- Bobby B. Porter (1934–2007), US-amerikanischer Generalmajor
- Budd Porter (* um 1930), kanadischer Badmintonspieler

### C
- Caleb Porter (* 1975), US-amerikanischer Fußballtrainer
- Cameron Porter (* 1993), US-amerikanischer Fußballspieler
- Carlos E. Porter (1867–1943), chilenischer Zoologe
- Carol Shea-Porter (* 1952), US-amerikanische Politikerin
- Chanice Porter (* 1994), jamaikanische Weitspringerin
- Charles Porter (Lordkanzler), Lordkanzler von Irland
- Charles H. Porter (1833–1897), amerikanischer Politiker
- Charles O. Porter (1919–2006), amerikanischer Politiker
- Charles Talbot Porter (1826–1910), amerikanischer Maschinenbauingenieur und -fabrikant
- Charles W. Porter (1849–1891), US-amerikanischer Anwalt und Politiker
- Charlie Porter († 2014), US-amerikanischer Bergsteiger
- Chilla Porter (1936–2020), australischer Hochspringer
- Chris Porter (Fußballspieler, 1885) (1885–1915), englischer Fußballspieler
- Chris Porter (Fußballspieler, 1949) (* 1949), englischer Fußballspieler
- Chris Porter (Basketballspieler) (* 1978), US-amerikanischer Basketballspieler
- Chris Porter (Fußballspieler, 1979) (* 1979), englischer Fußballspieler
- Chris Porter (Fußballspieler, 1983) (* 1983), englischer Fußballspieler
- Chris Porter (Eishockeyspieler) (* 1984), US-amerikanischer Eishockeyspieler
- Chrystabel Leighton-Porter (1913–2000), englisches Modell
- Cole Porter (1891–1964), US-amerikanischer Komponist und Liedtexter
- Connie Porter (* 1959), US-amerikanische Jugendbuchautorin
- Cyril Porter (1890–1964), britischer Langstreckenläufer

### D
- David Porter (Marineoffizier) (1780–1843), US-amerikanischer Marineoffizier
- David Porter (Musiker) (* 1941), US-amerikanischer Songwriter, Produzent und Sänger
- David Porter (Eiskunstläufer) (* 1949), kanadischer Eiskunstläufer
- David Porter (Sportschütze) (* 1953), australischer Sportschütze
- David Porter, US-amerikanischer Filmmusikkomponist, siehe Dave Porter
- David Dixon Porter (1813–1891), US-amerikanischer Admiral
- David Rittenhouse Porter (1788–1867), US-amerikanischer Politiker
- Dawn Porter (* 1979), britische Fernsehjournalistin, Moderatorin, Schauspielerin und Autorin
- Denaun Porter, bürgerlicher Name von Kon Artis (* 1978), US-amerikanischer Rapper und Musikproduzent
- Derek Porter (* 1967), kanadischer Ruderer
- Doreen Porter (* 1941), neuseeländische Sprinterin
- Dorothy B. Porter (1905–1995), US-amerikanische Bibliothekarin, Bibliographin und Kuratorin

### E
- Edwin S. Porter (1870–1941), US-amerikanischer Regisseur
- Eleanor Hodgman Porter (1868–1920), US-amerikanische Schriftstellerin
- Eliot Porter (1901–1990), US-amerikanischer Fotograf
- Eliza Emily Chappell Porter (1807–1888), US-amerikanische Lehrerin
- Endymion Porter (1587–1649), englischer Royalist
- Eric Porter (1928–1995), britischer Schauspieler

### F
- Fairfield Porter (1907–1975), US-amerikanischer Maler und Schriftsteller
- Finley Robertson Porter (1871–1964), US-amerikanischer Konstrukteur, Unternehmer und Automobilpionier
- Fitz-John Porter (1822–1901), General der Union im Sezessionskrieg
- Freda Porter (* 1957), US-amerikanische Mathematikerin

### G
- Gavin du Porter (* 1949), englischer Pop- und Schlagersänger sowie Songwriter
- Gene Stratton-Porter (1863–1924), US-amerikanische Schriftstellerin, Naturkundlerin und Fotografin
- George Porter (Bischof) (1825–1889), englischer Geistlicher, Erzbischof von Bombay
- George Porter (Fußballspieler, 1935) (* 1935), walisischer Fußballspieler
- George Porter (Fußballspieler, 1992) (* 1992), englischer Fußballspieler
- George Porter, Baron Porter of Luddenham (1920–2002), englischer Chemiker
- George Bryan Porter (1791–1834), US-amerikanischer Politiker
- Gilchrist Porter (1817–1894), US-amerikanischer Politiker
- Gregory Porter (* 1971), US-amerikanischer Jazz- und Soul-Sänger
- Gwendoline Porter (1902–1993), britische Leichtathletin

### H
- Hal Porter (1911–1984), australischer Schriftsteller
- Harry Porter (1882–1965), US-amerikanischer Leichtathlet
- Helen Kemp Porter (1899–1987), britische Pflanzenphysiologin und Hochschullehrerin
- Helen Tracy Lowe-Porter (1877–1963), US-amerikanische Übersetzerin
- Henry Porter (Dramatiker) († 1559), englischer Dramatiker
- Henry Porter (Basketballtrainer) (1891–1975), US-amerikanischer Basketballtrainer
- Henry Porter (Rugbyspieler) (1910–1990), australischer Rugby-League-Spieler
- Henry Porter (Journalist) (* 1953), englischer Journalist
- Henry Kirke Porter (1840–1921), US-amerikanischer Politiker und Unternehmer
- Horace Porter (1837–1921), US-amerikanischer Militär und Diplomat
- Howard Porter (Basketballspieler) (1948–2007), US-amerikanischer Basketballspieler
- Howard Porter, US-amerikanischer Comiczeichner
- Hugh Porter (* 1940), britischer Radsportler und Sportkommentator

### J
- Jake Porter (1916–1993), US-amerikanischer Jazztrompeter, Songwriter und Musikproduzent
- James Porter (Diplomat) (1710–1776), britischer Diplomat
- James Porter (Politiker, 1787) (1787–1839), US-amerikanischer Politiker (New York)
- James Porter (Priester) (1935–2005), US-amerikanischer römisch-katholischer Priester
- James Porter (Politiker, 1950), australischer Politiker
- James A. Porter (James Amos Porter; 1905–1970), amerikanischer Maler, Kulturhistoriker und Hochschullehrer
- James D. Porter junior (1827–1912), US-amerikanischer Politiker
- James I. Porter (* 1954), US-amerikanischer Altphilologe
- James Madison Porter (1793–1862), US-amerikanischer Politiker
- James Mark Porter (* 1956), US-amerikanischer Botaniker
- James Tank Porter (1883–1962), amerikanischer Bildhauer
- Jane Porter (1776–1850), britische Schriftstellerin
- Jean Porter (1922–2018), US-amerikanische Schauspielerin
- Jo Porter, australische Fernsehproduzentin und Drehbuchautorin
- Jock Porter (1894–1952), britischer Motorradrennfahrer, Unternehmer und Motorradkonstrukteur
- Joel Porter (* 1978), australischer Fußballspieler
- Joey Porter (* 1977), US-amerikanischer Footballspieler
- Joey Porter Jr. (* 2000), US-amerikanischer Footballspieler
- John Porter (Politiker) (vor 1806–nach 1811), US-amerikanischer Politiker
- John Porter (Pferdetrainer) (1838–1922), englischer Rennpferde-Trainer
- John Porter (Eishockeyspieler) (1904–1997), kanadischer Eishockeyspieler
- John Porter (Musiker) (* 1950), britischer Musiker
- John Clinton Porter (1871–1959), US-amerikanischer Politiker
- John Edward Porter (1935–2022), US-amerikanischer Politiker
- Jon Porter (* 1955), US-amerikanischer Politiker
- Jorgie Porter (* 1987), britische Schauspielerin

### K
- Katherine Anne Porter (1890–1980), US-amerikanische Schriftstellerin
- Katie Porter (* 1974), US-amerikanische Politikerin
- Keith R. Porter (1912–1997), US-amerikanischer Biologe
- Kennedy Porter, US-amerikanischer Schauspieler
- Kenneth Porter (Offizier) (1912–2003), britischer Offizier der Luftstreitkräfte des Vereinigten Königreichs
- Kenneth R. Porter (* 1931), US-amerikanischer Herpetologe und Ökologe
- Kevin Porter (Basketballspieler) (* 1950), US-amerikanischer Basketballspieler
- Kevin Porter (Footballspieler) (* 1966), US-amerikanischer Footballspieler
- Kevin Porter (Schauspieler) (* 1969), US-amerikanischer Schauspieler
- Kevin Porter (Eishockeyspieler) (* 1986), US-amerikanischer Eishockeyspieler
- Kevin Porter junior (* 2000), US-amerikanischer Basketballspieler
- Kristean Porter (* 1971), US-amerikanische Freestyle-Skierin

### L
- Larry Porter (* 1951), US-amerikanischer Musiker (Jazzpiano, Rubab, Komposition)
- Lewis Porter (* 1951), US-amerikanischer Jazzautor, Jazzpianist und Musikwissenschaftler
- Liliana Porter (* 1941), argentinische Künstlerin
- Linda Porter (1933–2019), US-amerikanische Schauspielerin
- Lyla Porter-Follows (* 1991), kanadisch-US-amerikanische Schauspielerin

### M
- MacKenzie Porter (* 1990), kanadische Sängerin und Schauspielerin
- Marina Oswald Porter (* 1941), Ehefrau von Lee Harvey Oswald
- Mark Porter (1974–2006), neuseeländischer Rennfahrer
- Marvin Porter (1924–2002), US-amerikanischer Autorennfahrer
- Mary Porter († 1765), englische Schauspielerin
- Mason Porter (* 1976), US-amerikanischer Mathematiker und Physiker
- Max Porter (Schriftsteller) (* 1981), britischer Schriftsteller
- Max Porter (Filmproduzent) (* 1981), US-amerikanischer Filmemacher
- Max Porter (Fußballspieler) (* 1987), englischer Fußballspieler
- Michael Porter Jr. (* 1998), US-amerikanischer Basketballspieler
- Michael E. Porter (* 1947), US-amerikanischer Wirtschaftswissenschaftler und Hochschullehrer
- Michael S. Porter, britischer Botaniker
- Miquel Porter (Miquel Porter i Moix; 1930–2004), katalanischer Filmkritiker
- Montel Vontavious Porter (* 1973), US-amerikanischer Wrestler

### N
- Noah Porter (1811–1892), US-amerikanischer Pädagoge und Philosoph, Verfasser eines Dictionary of English
- Nyree Dawn Porter (1940–2001), britische Schauspielerin

### O
- Otto Porter (* 1993), US-amerikanischer Basketballspieler

### P
- Pat Porter (1959–2012), US-amerikanischer Leichtathlet
- Pedro Porter Casanate (1611–1662), spanischer Entdecker und Gouverneur von Chile
- Peter Porter (Schriftsteller) (1929–2010), britischer Dichter australischer Herkunft
- Peter A. Porter (1853–1925), US-amerikanischer Politiker
- Peter Buell Porter (1773–1844), US-amerikanischer General und Politiker

### Q
- Quincy Porter (1897–1966), US-amerikanischer Komponist

### R
- Randy Porter, US-amerikanischer Jazzpianist und Komponist
- Ray E. Porter, (1891–1963) US-amerikanischer Generalmajor
- Rep Porter (* 1971), US-amerikanischer Pokerspieler
- Rex Porter (* 1932), britischer Stabhochspringer
- Rob Porter, Stabssekretär des Weißen Hauses unter US-Präsident Donald Trump
- Robert Porter (Fußballspieler) (fl. 1888), britischer Fußballspieler
- Robert Porter (Politiker, 1923) (1923–2014), britischer Politiker
- Robert Porter (Bischof), (fl. 1947–1989), australischer anglikanischer Bischof
- Robert Evelyn Porter (1913–1983), australischer Politiker
- Robert Harold Porter (1933–2018), kanadischer Politiker
- Robert John Porter (1867–1922), kanadischer Politiker
- Robert William Porter junior (1908–2000),  General der United States Army
- Robert William Porter (Richter) (1926–1991), US-amerikanischer Jurist und Politiker
- Rodney R. Porter (1917–1985), englischer Biochemiker und Nobelpreisträger 1972
- Roy Porter (1946–2002), britischer Historiker
- Roy Porter (Musiker) (1923–1998), US-amerikanischer Jazzmusiker
- Royce Porter (* 1939), US-amerikanischer Country- und Rockabilly-Musiker sowie Songschreiber
- Russell W. Porter (1871–1949), US-amerikanischer Amateurastronom, Polarforscher und Künstler
- Ryan Porter (* 1979), US-amerikanischer Jazzmusiker

### S
- Samuel Porter, Baron Porter (1877–1956), britischer Jurist
- Sarah Porter (1813–1900), US-amerikanische Lehrerin
- Scott Porter (* 1979), US-amerikanischer Schauspieler
- Sean Porter (Footballspieler) (* 1991), US-amerikanischer American-Football-Spieler
- Sean Porter (Kameramann), US-amerikanischer Kameramann
- Sean Porter (Regisseur), Regisseur, Drehbuchautor und Produzent
- Shanelle Porter (* 1972), US-amerikanische Leichtathletin
- Shawn Porter (* 1987), US-amerikanischer Boxer
- Stephen Porter (Regisseur) († 2013), US-amerikanischer Theaterregisseur
- Stephen C. Porter (1934–2015), US-amerikanischer Geologe
- Stephen Geyer Porter (1869–1930), US-amerikanischer Politiker
- Susie Porter (* 1971), australische Schauspielerin
- Sylvia Field Porter (1913–1991), US-amerikanische Ökonomin und Journalistin

### T
- Terry Porter (Leichtathlet) (* 1952), US-amerikanischer Leichtathlet
- Terry Porter (Skilangläuferin) (* 1953), US-amerikanische Skilangläuferin
- Terry Porter (Tontechniker) (* 1954), US-amerikanischer Tontechniker
- Terry Porter (Basketballspieler) (* 1963), US-amerikanischer Basketballspieler und -trainer
- Thea Porter (1927–2000), britische Modedesignerin
- Theodore M. Porter, US-amerikanischer Wissenschaftshistoriker
- Tiffany Porter (* 1987), britische Hürdenläuferin
- Timothy H. Porter (1785–1845), US-amerikanischer Politiker
- Tim Porter (* 1974), britischer Filmeditor
- Tiran Porter (* 1948), US-amerikanischer Rockmusiker

### W
- Walter Porter (Komponist) (um 1595–1659), englischer Komponist und Chorleiter
- Walter Porter (Fußballspieler), englischer Fußballspieler
- Walter Porter (Leichtathlet) (1903–1979), britischer Leichtathlet
- Warren R. Porter (1861–1927), US-amerikanischer Politiker
- William Porter (Leichtathlet) (1926–2000), US-amerikanischer Leichtathlet
- William Porter (Organist) (* 1946), US-amerikanischer Organist, Harpsichordist und Improviser
- William A. Porter (* 1928), US-amerikanischer Unternehmer, Gründer von E-Trade
- William Archer Porter (1825–1890), britischer Rechtsanwalt
- William David Porter (1808–1864), US-amerikanischer Marineoffizier
- William Dennison Porter (1810–1883), US-amerikanischer Politiker
- William Field Porter (1784–1869), neuseeländischer Politiker
- William J. Porter (1914–1988), US-amerikanischer Diplomat
- William Sydney Porter alias O. Henry (1862–1910), US-amerikanischer Schriftsteller
- William T. Porter (1809–1858), US-amerikanischer Schriftsteller, Journalist und Zeitungsherausgeber
- William Thomas Porter (1887–1966), englischer römisch-katholischer Erzbischof von Cape Coast, Ghana
- Willy Porter (* 1964), US-amerikanischer Singer-Songwriter